# Pasión y poder (telenowela 2015)
Pasja i moc (hiszp. Pasión y poder) – meksykańska telenowela wyprodukowana przez Televisę. Producentem telenoweli jest José Alberto Castro. Głównymi aktorami są: Susana González, Fernando Colunga, Jorge Salinas i Marlene Favela. 

## Obsada
- Jorge Salinas - Arturo Montenegro Rivas[1]
- Fernando Colunga - Eladio Gómez-Luna[2]
- Susana González - Julia Vallado de Gómez-Luna
- Marlene Favela - Nina Pérez de Montenegro[3]
- Michelle Renaud - Regina Montenegro Pérez[4]
- Altaír Jarabo - Consuelo Martínez de Montenegro[5]
- José Pablo Minor - David Gómez-Luna Vallado
- Alejandro Nones[6] - Erick Montenegro Pérez[6]
- Danilo Carrera -[7] Franco Gómez-Luna Vallado[8]
- Fabiola Guajardo - Gabriela Díaz[8]
- Marco Méndez - Agustín Ornelas
- Jauma Mateu - Miguel Montenegro Forero
- Enrique Montaño - Justino
- Gerardo Albarrán - „El Callao”
- Boris Duflos - Francisco
- Raquel Olmedo - Gisela Fuentes
- Luis Bayardo - Humberto Vallado
- Alejandro Aragón - Aldo
- Raquel Garza - Petra
- Erika Garcia - Maribel Gómez-Luna Vallado
- Irina Baeva - Daniela Montenegro Pérez
- Pilar Escalante - Ángeles
- Oscar Medellín - Joshua Solares
- Daniela Friedman - Marintia
- Jorge Bolaños - Santos
- Victoria Camacho - Montserrat Moret
- Gema Garoa - Clara Álvarez